# LOVE & TRUTH
〈LOVE & TRUTH〉는 일본 가수 YUI의 열 번째 싱글이다. 2007년 9월 26일에 소니 뮤직에서 발매되었다.

## 곡 목록
1. LOVE & TRUTH
영화 《클로즈드 노트》 주제가
2. Jam
3. My Generation ~Yui Acoustic Version~
4. LOVE & TRUTH ~Instrumental~

## 차트 기록
오리콘 싱글 차트
| 차트                  | 최고 순위 | 총 판매량 |
| --------------------- | --------- | --------- |
| 오리콘 일일 싱글 차트 | 1위       |           |
| 오리콘 주간 싱글 차트 | 1위       | 87,491    |